# Ceratina speculina
Ceratina speculina là một loài Hymenoptera trong họ Apidae. Loài này được Cockerell mô tả khoa học năm 1937.